# サーブ・9-3
9-3 (ナイン・スリー)は、サーブが製造・販売していた自動車である。

## 歴代モデル

### 初代 (1998-2002年)
初代は1992年から製造販売されていた「サーブ・900」(二代目)をマイナーチェンジして名称変更したものである。900時代同様、3/5ドアのハッチバックと2ドアカブリオレが選択可能であった。マイナーチェンジでの設計変更箇所は1600に及び、乗り心地、操縦性、衝突安全性(頭部を保護するサイドエアバッグやアクティブヘッドレストを採用)が改善された。また、低圧ターボ仕様やサーブ初のディーゼルエンジン搭載車(エンジンはオペル・ベクトラ用)も追加された一方、最強モデルとして2300ccターボエンジンを225馬力に強化し、最高速度250km/h、0-100m/h加速6.4秒の「ビゲン(Viggen)」(サーブ 37 ビゲン戦闘機にちなんで命名) も生産された。

### 2代目 (2003-2014年)
二代目は2002年に北米国際オートショーで発表された。最も顕著な変化はハッチバックを止めて通常の4ドアセダンとなったことである。V型6気筒に続き、直列4気筒エンジンも長年改良を重ねて用いられてきたサーブ自社設計のものから、GMのエコテック系列のものに換えられた。グレード構成は低圧ターボエンジンのベーシックモデルが「リニア」、その上級グレードが「アーク」、アークより装備が追加された「ヴェクター」、高圧ターボエンジンを積むスポーティモデルが「エアロ」となった。二代目9-3は同時期に新型となったオペル・ベクトラと共に、GMの新しいプラットフォーム・イプシロンを用いた最初のモデルとなった。 
2005年にはハッチバックの廃止に対応すべく5ドアワゴン(市場によってスポーツコンビ(SportCombi)またはスポーツエステート等と呼ばれる)が追加され、カブリオレも新型に移行した。同時にアクティブヘッドレストの改良(SAHR IIと呼ばれる)やサスペンションの改良が実施された。2007年モデルイヤーにはダッシュボードのデザインが変更され、エアコン操作パネルがボタン式からダイヤル式に改良されている。
2008年型では2,000箇所以上に渡る変更が施され、ヘッドランプ、ボンネットを含むフロント周りのデザインも大幅に変更、テールランプもクリアレンズへと変更された。ドアパネルも変更され、ドアノブの形状が変わっている。
XWD(4WD)を採用した限定モデルの「ターボX」も発売された（世界全体で2000台、そのうち日本へは30台【セダン20台・エステート10台 いずれも6速ATのみ】が割り当てられた）。
2009年3月のジュネーブショーではXWD(4WD)を採用したワゴンのクロスカントリー型「9-3X」が出品されたが、親会社GMの経営危機とサーブ社自体の経営悪化のために発売されたのは、2010年2月にオランダのスパイカー・カーズの傘下でサーブ・スパイカー・オートモービルズとして再出発した後である。そして同年9月から日本にも正規輸入されている。
2011年にはGMからの「独立1周年」を記念した「インディペンデンス・エディション」をカブリオレに設定し、全世界で366台限定（日本向けは3台）で発売した。
2011年3月、サーブは資金繰りの悪化により車両の生産を停止し、同年12月には破産を申請した。
2013年12月にはサーブの新たな親会社となったナショナル・エレクトリック・ビークル・スウェーデン（NEVS）が、スウェーデンのトロルヘッタン工場で2年半ぶりに9-3セダンの生産を再開したが、2014年5月には再び生産を停止。8月28日にNEVSは破産を申請した。
2016年6月21日、NEVSは翌年に発売する9-3をベースとしたEVについて、サーブの名を使用せずNEVSブランドで発売すると発表。サーブの母体であるスウェーデンの航空機・軍需品メーカーSAABがNEVSに対してサーブのブランド名を使用することに難色を示しており、SAABの意向を反映したものとされる。2017年12月には、中国の天津工場で「NEVS 9-3 EV」がラインオフした。

#### 日本への正規輸入
初代の発売当初はヤナセによって輸入販売されていた。その後ゼネラルモーターズ・アジア・パシフィック・ジャパン（GMAPJ）が輸入元となり、全国のヤナセやGMAPJによる独自ディーラー（キャデラック・シボレー・ハマー併売店）で販売された。スパイカー・カーズへのブランド売却後は、GMAPJでの輸入販売を終了することになった。そこで2010年7月15日にVTホールディングスのグループ会社「ピーシーアイ株式会社」が正規輸入権を取得し、同年9月1日より輸入販売業務を開始した。なお、従前の販売網はそのまま継続されている。
9-3がデビューした1998年には上級の9-5と合わせて2,328台あったサーブ車の新規登録は、2008年にはその一割の238台にまで縮小している。